# Камбрілс
Камбрі́лс (кат. Cambrils, вимова літературною каталанською [kəm'bɾiłs]) — муніципалітет, розташований в Автономній області Каталонія, в Іспанії. Код муніципалітету за номенклатурою Інституту статистики Каталонії — 430385. Знаходиться у районі (кумарці) Баш-Камп (коди району — 08 та BC) провінції Таррагона, згідно з новою адміністративною реформою перебуватиме у складі баґарії (округи) Камп-да-Таррагона. За кількістю населення у 2018 р. місто займало 41 місце серед муніципалітетів Каталонії.

## Назва муніципалітету
Назва муніципалітету походить від лат. caprīles — «загін для кіз».

## Населення
Населення міста (у 2018 р.) становить 33 362 особи (з них менше 14 років — 16,6 %, від 15 до 64 — 71,5 %, понад 65 років — 11,9 %). У 2006 р. народжуваність склала 371 особа, смертність — 235 осіб, зареєстровано 146 шлюбів. У 2001 р. активне населення становило 10.585 осіб, з них безробітних — 1.068 осіб.
Серед осіб, які проживали на території міста у 2001 р., 12.675 народилися в Каталонії (з них 7.270 осіб у тому самому районі, або кумарці), 6.405 осіб приїхало з інших областей Іспанії, а 1.920 осіб приїхало з-за кордону. 
Вищу освіту має 12,5 % усього населення. 
У 2001 р. нараховувалося 7.671 домогосподарство (з них 22,6 % складалися з однієї особи, 26,5 % з двох осіб,22 % з 3 осіб, 19,7 % з 4 осіб, 6,4 % з 5 осіб, 2 % з 6 осіб, 0,5 % з 7 осіб, 0,2 % з 8 осіб і 0,2 % з 9 і більше осіб).
Активне населення міста у 2001 р. працювало у таких сферах діяльності: у сільському господарстві — 5,7 %, у промисловості — 12,3 %, на будівництві — 15,6 % і у сфері обслуговування — 66,4 %. 
У муніципалітеті або у власному районі (кумарці) працює 7.637 осіб, поза районом — 4.107 осіб.

### Доходи населення
У 2002 р. доходи населення розподілялися таким чином :
| \| Доходи населення за статтями доходів \| Доходи населення за статтями доходів \| Доходи населення за статтями доходів \| \| Рік \| 2002 р. \| 2001 р. \| \| ------------------------------------ \| ------------------------------------ \| ------------------------------------ \| \| Заробітна платня \| 58,5 % \| 59,7 % \| \| Доходи від ведення бізнесу \| 29,9 % \| 29,5 % \| \| Соціальна допомога \| 11,6 % \| 10,8 % \| |         |         |
| Доходи населення за статтями доходів |         |         |
| Рік | 2002 р. | 2001 р. |
| Заробітна платня | 58,5 %  | 59,7 %  |
| Доходи від ведення бізнесу | 29,9 %  | 29,5 %  |
| Соціальна допомога | 11,6 %  | 10,8 %  |

### Безробіття
У 2007 р. нараховувалося 964 безробітних (у 2006 р. — 1.063 безробітних), з них чоловіки становили 36,3 %, а жінки — 63,7 %.

## Економіка
У 1996 р. валовий внутрішній продукт розподілявся по сферах діяльності таким чином :
| \| Валовий внутрішній продукт \| Валовий внутрішній продукт \| Валовий внутрішній продукт \| \| Рік \| 1996 р. \| 1991 р. \| \| -------------------------- \| -------------------------- \| -------------------------- \| \| Сільське господарство \| 4,8 % \| 0 % \| \| Промисловість \| 5,8 % \| 0 % \| \| Будівництво \| 15,3 % \| 0 % \| \| Послуги \| 74,1 % \| 0 % \| |         |         |
| Валовий внутрішній продукт |         |         |
| Рік | 1996 р. | 1991 р. |
| Сільське господарство | 4,8 %   | 0 %     |
| Промисловість | 5,8 %   | 0 %     |
| Будівництво | 15,3 %  | 0 %     |
| Послуги | 74,1 %  | 0 %     |

### Підприємства міста

#### Промислові підприємства
| \| Промислові підприємства міста, за сферою діяльності \| Промислові підприємства міста, за сферою діяльності \| Промислові підприємства міста, за сферою діяльності \| \| Рік \| 2002 р. \| 2001 р. \| \| --------------------------------------------------- \| --------------------------------------------------- \| --------------------------------------------------- \| \| Енергетичні та водні ресурси \| 1,3 % \| 1,3 % \| \| Хімія та метали \| 8 % \| 7,7 % \| \| Переробка металів \| 26,7 % \| 24,4 % \| \| Продукти харчування \| 14,7 % \| 17,9 % \| \| Текстиль \| 9,3 % \| 9 % \| \| Виробництво меблів, видання \| 34,7 % \| 32,1 % \| \| Інше \| 5,3 % \| 7,7 % \| \| Усього підприємств \| 75 \| 78 \| |         |         |
| Промислові підприємства міста, за сферою діяльності |         |         |
| Рік | 2002 р. | 2001 р. |
| Енергетичні та водні ресурси | 1,3 %   | 1,3 %   |
| Хімія та метали | 8 %     | 7,7 %   |
| Переробка металів | 26,7 %  | 24,4 %  |
| Продукти харчування | 14,7 %  | 17,9 %  |
| Текстиль | 9,3 %   | 9 %     |
| Виробництво меблів, видання | 34,7 %  | 32,1 %  |
| Інше | 5,3 %   | 7,7 %   |
| Усього підприємств | 75      | 78      |

#### Роздрібна торгівля
| \| Підприємства роздрібної торгівлі міста, за сферою діяльності \| Підприємства роздрібної торгівлі міста, за сферою діяльності \| Підприємства роздрібної торгівлі міста, за сферою діяльності \| \| Рік \| 2002 р. \| 2001 р. \| \| ------------------------------------------------------------ \| ------------------------------------------------------------ \| ------------------------------------------------------------ \| \| Продукти харчування \| 27,6 % \| 26,6 % \| \| Одяг та взуття \| 23,9 % \| 23,5 % \| \| Товари для дому \| 17,1 % \| 17,2 % \| \| Книги та періодичні видання \| 3,5 % \| 2,7 % \| \| Промислова хімічна продукція \| 6,9 % \| 6,5 % \| \| Продукція, пов'язана з транспортними засобами \| 3,5 % \| 4,7 % \| \| Інше \| 17,5 % \| 18,8 % \| \| Усього підприємств \| 510 \| 511 \| |         |         |
| Підприємства роздрібної торгівлі міста, за сферою діяльності |         |         |
| Рік | 2002 р. | 2001 р. |
| Продукти харчування | 27,6 %  | 26,6 %  |
| Одяг та взуття | 23,9 %  | 23,5 %  |
| Товари для дому | 17,1 %  | 17,2 %  |
| Книги та періодичні видання | 3,5 %   | 2,7 %   |
| Промислова хімічна продукція | 6,9 %   | 6,5 %   |
| Продукція, пов'язана з транспортними засобами | 3,5 %   | 4,7 %   |
| Інше | 17,5 %  | 18,8 %  |
| Усього підприємств | 510     | 511     |

#### Сфера послуг
| \| Підприємства міста, що працюють у сфері послуг, за діяльністю \| Підприємства міста, що працюють у сфері послуг, за діяльністю \| Підприємства міста, що працюють у сфері послуг, за діяльністю \| \| Рік \| 2002 р. \| 2001 р. \| \| ------------------------------------------------------------- \| ------------------------------------------------------------- \| ------------------------------------------------------------- \| \| Гуртова торгівля \| 9 % \| 8,6 % \| \| Готелі та готельний бізнес \| 29 % \| 30,5 % \| \| Транспорт та зв'язок \| 10,3 % \| 10,2 % \| \| Посередницькі фінансові послуги \| 3,7 % \| 3,6 % \| \| Послуги підприємствам \| 6,6 % \| 6,4 % \| \| Послуги фізичним особам \| 18,9 % \| 18,7 % \| \| Нерухомість та ін. \| 22,5 % \| 22 % \| \| Усього підприємств \| 1.214 \| 1.133 \| |         |         |
| Підприємства міста, що працюють у сфері послуг, за діяльністю |         |         |
| Рік | 2002 р. | 2001 р. |
| Гуртова торгівля | 9 %     | 8,6 %   |
| Готелі та готельний бізнес | 29 %    | 30,5 %  |
| Транспорт та зв'язок | 10,3 %  | 10,2 %  |
| Посередницькі фінансові послуги | 3,7 %   | 3,6 %   |
| Послуги підприємствам | 6,6 %   | 6,4 %   |
| Послуги фізичним особам | 18,9 %  | 18,7 %  |
| Нерухомість та ін. | 22,5 %  | 22 %    |
| Усього підприємств | 1.214   | 1.133   |

## Житловий фонд
У 2001 р. 5,2 % усіх родин (домогосподарств) мали житло метражем до 59 м2, 30,3 % — від 60 до 89 м2, 43,6 % — від 90 до 119 м2 і
20,9 % — понад 120 м2.

З усіх будівель у 2001 р. 32,1 % було одноповерховими, 50,5 % — двоповерховими, 5 % — триповерховими, 5,4 % — чотириповерховими, 4,3 % — п'ятиповерховими, 1,9 % — шестиповерховими,
0,8 % — семиповерховими, 0,1 % — з вісьмома та більше поверхами.

## Автопарк
| \| Автомобілі, зареєстровані у місті, за призначенням \| Автомобілі, зареєстровані у місті, за призначенням \| Автомобілі, зареєстровані у місті, за призначенням \| \| Рік \| 2006 р. \| 2005 р. \| \| -------------------------------------------------- \| -------------------------------------------------- \| -------------------------------------------------- \| \| Приватні автомобілі \| 66,3 % \| 67 % \| \| Мотоцикли \| 12,1 % \| 11,5 % \| \| Вантажівки \| 17,8 % \| 17,7 % \| \| Трактори \| 0,5 % \| 0,5 % \| \| Автобуси та ін. \| 3,4 % \| 3,3 % \| \| Усього автомобілів \| 20.220 шт. \| 18.859 шт. \| |            |            |
| Автомобілі, зареєстровані у місті, за призначенням |            |            |
| Рік | 2006 р.    | 2005 р.    |
| Приватні автомобілі | 66,3 %     | 67 %       |
| Мотоцикли | 12,1 %     | 11,5 %     |
| Вантажівки | 17,8 %     | 17,7 %     |
| Трактори | 0,5 %      | 0,5 %      |
| Автобуси та ін. | 3,4 %      | 3,3 %      |
| Усього автомобілів | 20.220 шт. | 18.859 шт. |

## Вживання каталанської мови
У 2001 р. каталанську мову у місті розуміли 94,3 % усього населення (у 1996 р. — 95,3 %), вміли говорити нею 76,1 % (у 1996 р. — 76,7 %), вміли читати 75,9 % (у 1996 р. — 74,5 %), вміли писати 53,9 % (у 1996 р. — 47,7 %). Не розуміли каталанської мови 5,7 %.

## Політичні уподобання
У виборах до Парламенту Каталонії у 2006 р. взяло участь 9.183 особи (у 2003 р. — 9.277 осіб). Голоси за політичні сили розподілилися таким чином:
| \| Вибори до Парламенту Каталонії \| Вибори до Парламенту Каталонії \| Вибори до Парламенту Каталонії \| \| Рік \| 2006 р. \| 2003 р. \| \| -------------------------------------- \| ------------------------------ \| ------------------------------ \| \| Конвергенція та Єднання (CiU) \| 30 % \| 27,2 % \| \| Соціалістична партія Каталонії (PSC) \| 23,6 % \| 28,2 % \| \| Народна партія (PP) \| 14,7 % \| 17,1 % \| \| Ініціатива за Каталонію — Зелені (ICV) \| 6,1 % \| 5,2 % \| \| Республіканська лівиця Каталонії (ERC) \| 18,8 % \| 21,4 % \| \| Громадяни — Громадянська партія (C's) \| 4,5 % \| 0 % \| \| Інші \| 2,3 % \| 0,8 % \| |         |         |
| Вибори до Парламенту Каталонії |         |         |
| Рік | 2006 р. | 2003 р. |
| Конвергенція та Єднання (CiU) | 30 %    | 27,2 %  |
| Соціалістична партія Каталонії (PSC) | 23,6 %  | 28,2 %  |
| Народна партія (PP) | 14,7 %  | 17,1 %  |
| Ініціатива за Каталонію — Зелені (ICV) | 6,1 %   | 5,2 %   |
| Республіканська лівиця Каталонії (ERC) | 18,8 %  | 21,4 %  |
| Громадяни — Громадянська партія (C's) | 4,5 %   | 0 %     |
| Інші | 2,3 %   | 0,8 %   |

У муніципальних виборах у 2007 р. взяло участь 9.755 осіб (у 2003 р. — 9.653 особи). Голоси за політичні сили розподілилися таким чином:
| \| Муніципальні вибори \| Муніципальні вибори \| Муніципальні вибори \| \| Рік \| 2007 р. \| 2003 р. \| \| -------------------------------------- \| ------------------- \| ------------------- \| \| Конвергенція та Єднання (CiU) \| 13,6 % \| 15,6 % \| \| Соціалістична партія Каталонії (PSC) \| 35,5 % \| 32,2 % \| \| Народна партія (PP) \| 11,8 % \| 14,9 % \| \| Ініціатива за Каталонію — Зелені (ICV) \| 7,6 % \| 9,6 % \| \| Республіканська лівиця Каталонії (ERC) \| 11,2 % \| 11,4 % \| \| Громадяни — Громадянська партія (C's) \| 0 % \| 0 % \| \| Інші \| 20,4 % \| 16,3 % \| |         |         |
| Муніципальні вибори |         |         |
| Рік | 2007 р. | 2003 р. |
| Конвергенція та Єднання (CiU) | 13,6 %  | 15,6 %  |
| Соціалістична партія Каталонії (PSC) | 35,5 %  | 32,2 %  |
| Народна партія (PP) | 11,8 %  | 14,9 %  |
| Ініціатива за Каталонію — Зелені (ICV) | 7,6 %   | 9,6 %   |
| Республіканська лівиця Каталонії (ERC) | 11,2 %  | 11,4 %  |
| Громадяни — Громадянська партія (C's) | 0 %     | 0 %     |
| Інші | 20,4 %  | 16,3 %  |